# Willy Kramer

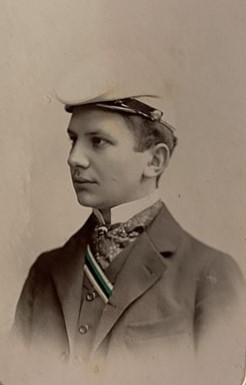
Willy Kramer (1900)

Wilhelm Kramer (* 12. September 1880 auf Gut Haasenberg, Kreis Osterode in Ostpreußen; † 12. Juli 1940 in Berlin-Halensee) war ein deutscher Verwaltungsjurist.

## Leben
Kramers Eltern waren der Rittergutsbesitzer Eduard Kramer auf Haasenberg und seine Frau Marie geb. Krause-Bebbrow. Er studierte an der Ruprecht-Karls-Universität Heidelberg Rechts- und Kameralwissenschaft. 1899 wurde er im Corps Saxo-Borussia Heidelberg recipiert. 1910 war er Regierungsassessor in Königsberg. Noch über den ganzen Ersten Weltkrieg war er Regierungsassessor und Dezernent bei der Preußischen Ansiedlungskommission in Posen. 
Im Dezember 1919 wurde er als Landrat des Kreises Osterode i. Ostpr. berufen. 1925 in den einstweiligen Ruhestand versetzt, war er nach 1926  Verwaltungsrechtsrat in Berlin, zuletzt Regierungsrat in Potsdam. Er wurde 59 Jahre alt und blieb unverheiratet.